# Bad Girls (singel Dody)
Bad Girls – singel polskiej piosenkarki Dody, pochodzący z jej drugiego albumu studyjnego, 7 pokus głównych. Wydany w dwóch wersjach językowych, angielskiej i polskiej, pod koniec czerwca 2010 ukazał się w tej pierwszej w internecie. 16 lipca 2010 drugą z nich wydano w Polsce na pierwszym singlu promującym płytę. Wyprodukowana i skomponowana przez Łukasza Targosza, jest popową piosenką z elementami electropopu i pop-rocka. Jej tekst, w wersji polskojęzycznej napisany przez Marię Peszek, koncentruje się na feministycznym nastawieniu Dody, odwołując się również do tytułowej grupy bad girls. Solową partię na gitarze elektrycznej nagrała na potrzeby utworu Jennifer Batten.
Akcja teledysku do utworu, utrzymanego w konwencji science fiction, ma miejsce w futurystycznym mieście, w którym Doda i gang bad girls planują rewolucję. Wysokobudżetowy wideoklip spotkał się z opiniami najlepszego w historii polskich wykonawców, choć zwrócono uwagę na obecne w nim nawiązania do innych filmów (głównie sci-fi) i teledysków. Doda wykonywała utwór „Bad Girls” w trakcie swoich koncertów z tras Rock’n’Roll Palace Tour, The Seven Temptations Tour, Fly High Tour i Riotka Tour, a poza tym zaśpiewała go m.in. w trakcie XLVII KFPP w Opolu.

## Geneza i wydanie
Utwór „Bad Girls” został skomponowany przez Łukasza Targosza, a jego tekst w języku polskim napisała Maria Peszek. Targosz wyprodukował tę piosenkę dla Dody na jej drugi solowy album studyjny, 7 pokus głównych. Polska piosenkarka Marina Łuczenko potwierdziła, że utwór pierwotnie miał się znaleźć na jej płycie, jednak ona go odrzuciła, w wyniku czego zaoferowano go Dodzie; Rabczewska zaprzeczyła informacji. Solową partię na gitarze elektrycznej w utworze zagrała Jennifer Batten, znana między innymi ze współpracy z Michaelem Jacksonem.
W czerwcu 2010 Doda potwierdziła wydanie pierwszego singla ze swojej nadchodzącej płyty jeszcze w tym samym miesiącu. 25 czerwca 2010 do serwisu YouTube wyciekły około półtoraminutowe fragmenty dwóch utworów Dody z albumu 7 pokus głównych w wersjach anglojęzycznych: „Bad Girls” i „My Way or No Way”. 28 czerwca na stronie internetowej artystki odbyła się oficjalna premiera pierwszej z tych piosenek (jednak bez solowej partii Batten). Premiera wersji polskojęzycznej, już z „solówką” Batten, miała miejsce 16 lipca tego samego roku na antenie Radia Eska. Była to tym samym radiowa premiera singla, który później został wydany – jako pierwszy w karierze Dody – w formacie digital download na portalu Muzodajnia.

## Melodia i tekst
Utwór „Bad Girls” trwa trzy minuty i czterdzieści sekund; utrzymany jest w szybkim, tanecznym tempie. Jest piosenką popową, zawierającą elementy odłamów tego gatunku, takich jak electropop, synthpop, dance-pop i pop-rock. Sama Doda opisała go jako „elektronika z dodatkiem rocka”. Melodia zbudowana jest na dźwiękach instrumentów elektronicznych i syntezatorów, a także na pętlach perkusyjnych. Solowa partia Batten pojawia się przed ostatnim refrenem.
Tekst „Bad Girls”, nagrany w dwóch wersjach językowych – po angielsku i polsku – w obu z nich napisany jest w pierwszej osobie liczby pojedynczej. Pojawiają się w nim motywy seksizmu i kobiecej dominacji seksualnej, a Doda w refrenie śpiewa o grupie bad girls (z języka angielskiego: złe dziewczyny), która wspiera ją w relacjach z płcią przeciwną. Słowa w zwrotkach opowiadają głównie o sile Rabczewskiej i jej niepoddawaniu się w kontaktach z mężczyznami. Oprócz tego, piosenkarka śpiewa o rewolucji i nowej konstytucji.

## Odbiór

### Krytyczny
Piosenka spotkała się z mieszanym odbiorem. Michał Czarnocki z magazynu „Gitarzysta” wystawił utworowi trzy na dziesięć punktów. Recenzent napisał: „utworek pachnie całkiem „niepolsko” (no może poza „angielskim” akcentem Doroty – ten akurat jest raczej swojski, chwilami trochę przaśny), może nawet i nadawałby się na zagraniczne listy przebojów, tyle że to wszystko brzmi jak jakaś…Katy Perry? A to chyba nijak nie przystaje do naszej rzeczywistości zdominowanej ostatnimi czasy przez różne odcienie muzyki z przyrostkiem „-core””. Czarnocki pochwalił jednak „próbę gonienia zagranicznej czołówki i nie najgorszą produkcję”.

### Komercyjny
Singel „Bad Girls” dotarł m.in. do 5. miejsca listy Top 15 Wietrznego Radia emitowanego dla Polonii mieszkającej w Stanach Zjednoczonych. Ponadto znalazł się w propozycjach do listy Gorąca 20 Radia Eska. Utwór zajmował również wysokie (często pierwsze) miejsca na licznych notowaniach regionalnych stacji radiowych.

## Teledysk

### Geneza i wydanie
Jeszcze przed premierą utworu „Bad Girls”, Doda wypowiedziała się: „Teledysk do tego singla będzie bardzo futurystyczno-kosmiczny”. W sierpniu 2010 piosenkarka oficjalnie potwierdziła prace nad wideoklipem: „Rozpoczynamy pracę nad teledyskiem do »Bad Girls«, planujemy potężną produkcję i efekty, których nie mogliście zobaczyć w poprzednich klipach. Przekazuję Wam konkretną dawkę ekscytacji i jednocześnie zapewniam, że choć mój plan to brak planu, to rollercoster z Bad Girls na »pokładzie« właśnie się rozpędza i zapowiada się jazda bez trzymanki”. Teledysk został nakręcony i wyprodukowany w Serbii, a jego budżet szacowany jest na sumę 100 tysięcy złotych.
3 stycznia na oficjalnej stronie artystki i jej profilu w serwisie YouTube pojawił się zwiastun klipu, który później stał się najchętniej oglądanym wideo w kategorii Muzyka na stronie i odnotował ponad milion wyświetleń. Premiera teledysku do „Bad Girls” w wersji anglojęzycznej miała miejsce 14 stycznia 2011 w serwisie Muzodajnia. Kilka dni później wideoklip został udostępniony na oficjalnym kanale Dody w serwisie YouTube (opcjonalnie w rozdzielczości HDTV), TheDodaTV, a później na Vevo artystki, natomiast 22 stycznia odbyła się jego premiera telewizyjna na antenie stacji Viva Polska. 2 lutego na TheDodaTV odbyła się natomiast premiera teledysku do „Bad Girls” w języku polskim.

### Scenopis
Teledysk trwa trzy minuty i pięćdziesiąt dwie sekundy. Rozpoczyna się ujęciami na futurystyczne miasto, jego władcę oraz żołnierzy w czarnych mundurach. Następnie w klipie pojawia się napis „Bad Girls start”, a kolejna scena ma miejsce w futurystycznym wnętrzu z kapsułami i ukrytymi wewnątrz nich fembotami. Z jednej z kapsuł wychodzi jedna z nich, łysa Doda (później wyrastają jej długie blond włosy), po czym uwalnia pozostałe towarzyszki. Femboty, wraz z Rabczewską, uciekają na futurystycznych motorach przed ubranymi w czarne stroje żołnierzami. Następne ujęcia pokazują miasto (ukazane już na początku wideoklipu) i restaurację Blood Runs Hot, w której femboty planują atak grupy Bad Girls. Po chwili zjawiają się tam wrogowie bohaterek, których Doda pokonuje swoim wzrokiem, po czym wychodzi z restauracji. Kolejna scena (towarzysząca bridge'owi piosenki) ma miejsce w kostnicy, gdzie Doda – z czarnymi skrzydłami, charakteryzowana na anioła śmierci – wydłubuje oko zmarłemu mężczyźnie (piosenkarka zwróciła uwagę na wpływy nekrofilii na tę scenę) i tworzy na jego torsie czarny napis „no death, no fun” („bez śmierci nie ma zabawy”). Następnie, gang Bad Girls na futurystycznych motorach atakuje miasto, a Doda używa oka nieboszczyka w celu dostania się do władcy (przed wejściem do twierdzy laser skanuje oko) i odbywa z nim pojedynek, ostatecznie pokonując wroga. Rabczewska zasiada na tronie, wyciąga przed siebie rękę z ukrytą wewnątrz czarną pigułką z białym logo ☿ bad girls i mówi: „try me” („wypróbuj mnie”).

### Odbiór
Wideoklip do „Bad Girls” zajął 2. miejsce na liście AirPlay – TV, najczęściej emitowanych teledysków w muzycznych stacjach telewizyjnych. Ponadto znalazł się na pierwszym miejscu najczęściej wyświetlanych na stronie muzyka.onet.pl i na drugim na muzyka.interia.pl. Zanotował również wysoką oglądalność w serwisie YouTube – 250 tysięcy wyświetleń przez pierwsze 3 dni w wersji anglojęzycznej. Oprócz tego zajął 1. miejsce w głosowaniu meksykańskiej strony internetowej poświęconej muzyce, Ev.gerard Music, na najlepszy teledysk lat 2010–11 oraz uplasował się na 9. miejscu na liście europejskiej stacji MTV Europe World Chart Express. Redaktor strony wiadomosci24.pl wypowiedział się: „Biorąc pod uwagę polskie realia mamy do czynienia z produktem nowej jakości. Nie brak efektów specjalnych, trucizny, ociekających seksem scen. (...) ukłony dla Rabczewskiej za to, że potrafiła zrobić coś, co nie odbiega znacząco od światowych standardów i oprócz tego nie pochłania astronomicznych kwot gotówki. Można się przyczepić nieco do trochę chaotycznej fabuły, jednak w „obrazku” całość wygląda imponująco. Miejmy nadzieję, że dla polskiej muzyki rozrywkowej nastała nowa, lepsza era”. Na stronie kimono.pl wypowiedziano się natomiast: „jeśli ktokolwiek ma wątpliwości, że „królowa jest tylko jedna” teledysk do piosenki „Bad Girls” skutecznie je rozwiewa (...). Trudno będzie to przebić”.
Polska piosenkarka i blogerka Sara May oraz muzyk Zbigniew Hołdys nazwali go najlepszym w historii polskich teledysków. May napisała: „To wielki skok do przodu jeśli chodzi o polskie klipy. To zapewne najdroższy polski teledysk i zdecydowanie przełomowy w jej karierze (...). Klipem „Bad girls” [Doda] zmiażdżyła rodzimą konkurencję”. Były gitarzysta zespołu Perfect wypowiedział się natomiast: „to jest pierwszy polski teledysk, który w kategorii pop może spokojnie wylądować na ekranie jakiegoś MTV między klipem Lady Gagi a powiedzmy Christiny Aguilery. Nie będzie wstydu (...). Pop ma swoje wymagania, swoją stylistykę i technologię, ten klip sprostał im jak żaden dotychczas”. Katarzyna Nowakowska napisała na łamach czasopisma „Machina”: „Obejrzeć (...) klip warto – choćby po to, by zabawić się w odnajdywanie zapożyczeń i nawiązań do filmów, seriali, gier i wideo innych artystów” i wymieniła nawiązania do powyższych mediów wizualnych, takich jak produkcje science fiction czy teledyski Lady Gagi i Britney Spears.

## Wykonania na żywo
Do tej pory Doda wykonywała „Bad Girls” tylko w wersji polskojęzycznej. Pierwsze wykonanie miało miejsce 15 lipca 2010 podczas koncertu artystki w Czeladzi, w dzień przed premierą polskojęzycznej wersji piosenki. Wtedy to utwór dołączył na stałe do listy piosenek śpiewanych przez Rabczewską w trakcie trasy Rock’n’Roll Palace Tour i był ostatnim numerem podczas koncertów, wykonywanym jako zaplanowany wcześniej bis. Piosenka dołączyła też na stałe do kolejnych tras Dody – The Seven Temptations Tour oraz Fly High Tour i Riotka Tour (w nieco zmienionych wersjach).

### Występy telewizyjne z utworem
| Koncert/gala                  | Data                 | Miejsce                              | Transmisja telewizyjna | Źródło |
| ----------------------------- | -------------------- | ------------------------------------ | ---------------------- | ------ |
| XLVII KFPP w Opolu            | 10 września 2010     | kampus Politechniki Opolskiej, Opole | TVP1                   | [ 8 ]  |
| Jedyna taka Dwójka            | 23 października 2010 | Teatr Polski, Warszawa               | TVP2                   | [ 37 ] |
| Mikołajkowa Muzodajnia Gwiazd | 4 grudnia 2010       | Rynek, Wrocław                       | Polsat                 | [ 38 ] |
| Sylwestrowa Moc Przebojów     | 31 grudnia 2010      | Plac Konstytucji, Warszawa           | Polsat                 | [ 39 ] |
| Siatkarskie Plusy 2010        | 22 stycznia 2011     | Teatr Polski, Warszawa               | Polsat                 | [ 40 ] |
| VIVA Comet 2011               | 24 lutego 2011       | hala EXPO XXI, Warszawa              | Viva Polska            | [ 41 ] |
| Sabat Czarownic 2             | 25 czerwca 2011      | Kielce                               | TVP2                   | [ 42 ] |
| Jaka to melodia?              | 30 października 2011 | Warszawa                             | TVP1                   | [ 42 ] |
| Sylwester 2013                | 31 grudnia 2013      | Spodek (hala widowiskowa), Katowice  | TVP Polonia            | [ 43 ] |
| Twoja twarz brzmi znajomo     | 4 marca 2017         | Warszawa                             | Polsat                 | [ 44 ] |
| Sylwester z Polsatem          | 31 grudnia 2020      | Studio Telewizji Polsat              | Polsat                 | [ 45 ] |

## Lista utworów
Digital download
1. „Bad Girls” (Radio Version) – 3:40

## Notowania

### Listy airplay
| Kraj   | Notowanie (2011)    | Pozycja |
| ------ | ------------------- | ------- |
| Polska | ZPAV (AirPlay – TV) | 2       |

### Listy przebojów
| Kraj   | Notowanie (2010/2011)                     | Pozycja    |
| ------ | ----------------------------------------- | ---------- |
| Polska | Radio Bielsko (Codzienna Lista Przebojów) | 2          |
| Polska | Radio Eska (Gorąca 20)                    | Propozycja |
| Polska | Wietrzne Radio (Top 15)                   | 5          |